# SS-Verfügungstruppe

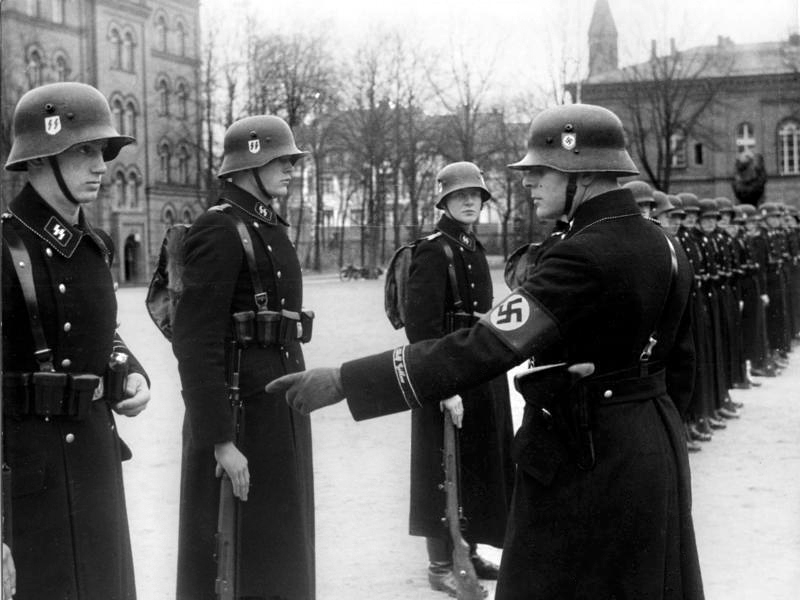
Militares nazistas da SS.

SS-Verfügungstruppe   (SS-VT or V-Truppe)  foi uma entidade paramilitar nazista criada em 1934 e posteriormente integrada à Waffen-SS. Participou ativamente de várias campanhas militares alemãs na Segunda Grande Guerra, como a invasão à França e à Rússia.
O SS-Verfügungstruppe (força de suporte no combate, abreviação SS-VT) foi criado em 1934 a partir da fusão de várias entidades paramilitares nazistas. Dois regimentos foram formados - no norte de Alemanha, o SS-Standarte "Germania", e no sul alemão o SS-Standarte "Deutschland". No eixo Berlim-Brandemburgo eles foram incorporados com o SS-Leibstandarte Adolf Hitler. SS-Verfügungstruppe foi considerado um braço armado da General-SS e parte do partido Nazi, e não do Wehrmacht.
Os regimentos Deutschland e Leibstandarte participaram em 1936 na ocupação da Renânia. Porções destes regimentos estavam entre a força invasora no Anschluss da Áustria, em março de 1938. Subsequentemente, o regimento austríaco da SS, Der Führer, foi formado.
No fim de 1938, as unidades do SS-VT foram parcialmente subordinadas à Oberkommando der Wehrmacht e, em 10 de outubro, foram unidas na SS-Verfügungsdivision (abreviada V-Division), sob o comando do SS-Brigadeführer Paul Hausser.
Sob o comando de Hausser, a V-Division foi treinada numa eficiente e habilidosa força de combate, participando da invasão dos Sudetos (região formada pela então Boémia, Morávia e Silésia), em 1938 e na Polônia em 1939. A V-Division nunca lutou como unidade única, sólida - era dividida em regimentos menores e dispersada por entre as várias tropas do Exército regular.
Em 1940, depois da invasão da França, a V-Division recebeu o nome Reich. Ao mesmo tempo a Reich, outras tropas da SS-VT e o Totenkopf-Standarten de Theodor Eicke foram subordinadas ao novo Kommandoamt der Waffen-SS, e daí por diante formaram a Waffen-SS.
A divisão ganhou seu nome final, Das Reich, na campanha de invasão à Rússia - a Operação Barbarossa.